# 2018年英格蘭全國羽毛球錦標賽
2018年英格蘭全國羽毛球錦標賽（English National Badminton Championships 2018），為第55屆英格蘭全國羽毛球錦標賽，是英格蘭國內最高級別的羽毛球比賽。本屆賽事於2018年8月24日至8月26日在英格蘭白金汉郡威科姆休閒中心舉行。

## 項目獎牌榜
以下為各項目的優勝者名單：
| 項目     | 金牌                      | 银牌                             | 铜牌                               |
| 男子單打 | 托比·潘迪                 | 亚历克斯·莱恩                    | 伊森·范勒文                        |
| 男子單打 | 托比·潘迪                 | 亚历克斯·莱恩                    | 約翰尼·托朱森                      |
| 女子單打 | 克洛伊·比尔切             | 乔治娜·布兰                      | Paige Butler                       |
| 女子單打 | 克洛伊·比尔切             | 乔治娜·布兰                      | 阿比盖尔·霍尔登                    |
| 男子雙打 | 马修·克莱尔 迈克尔·罗伊   | 格雷戈里·梅尔斯 約翰尼·托朱森    | Rory Easton 马修·诺丁汉            |
| 男子雙打 | 马修·克莱尔 迈克尔·罗伊   | 格雷戈里·梅尔斯 約翰尼·托朱森    | James Buffham Jack Alexander Smith |
| 女子雙打 | 杰西卡·皮尤 劳伦·史密斯   | 阿比盖尔·霍尔登 Elizabeth Tolman | 杰西卡·霍普顿 维多利亚·威廉斯      |
| 女子雙打 | 杰西卡·皮尤 劳伦·史密斯   | 阿比盖尔·霍尔登 Elizabeth Tolman | Paige Butler Holly Williams        |
| 混合雙打 | 马库斯·埃利斯 劳伦·史密斯 | 史蒂文·斯托伍德 Elizabeth Tolman | 马修·克莱尔 维多利亚·威廉斯        |
| 混合雙打 | 马库斯·埃利斯 劳伦·史密斯 | 史蒂文·斯托伍德 Elizabeth Tolman | Rory Easton 霍普·華納              |

## 外部連結
- （英文） 2018 ENGLISH NATIONAL BADMINTON CHAMPIONSHIPS 官方網站（页面存档备份，存于）